# Italian Global Series Festival
L'Italian Global Series Festival (abbreviato come IGSF), originariamente denominato Roma Fiction Fest, è un festival internazionale dedicato alla fiction televisiva organizzata dall'Associazione produttori audiovisivi (APA), con l'obiettivo di promuovere i prodotti di serialità televisiva valorizzandone la produzione, regia, sceneggiatura e intepreti.
Svoltosi dal 2007 al 2016 a Roma come Roma Fiction Fest, dal 2025 l'associazione ha riorganizzato il festival con la denominazione Italian Global Series Festival a Rimini e Riccione.

## Storia

Logo del Roma Fiction Fest (2007-2016)

Il festival è stato fondato dalla Fondazione Rossellini nel 2007 con denominazione Roma Fiction Fest, con lo scopo di promuovere e sostenere l'eccellenza nella produzione delle serie televisive italiane. Successivamente allo scioglimento dell'associazione nel 2010, dal 2011 il festival è stato organizzato dall'Associazione produttori audiovisivi, con il patrocinio e contributo della Regione Lazio, Camera di commercio e dalla Fondazione Cinema per Roma. Il festival di è svolto a Roma dal 2007 fino al 2016.
Dopo la prima direzione artistica di Felice Laudadio, dal 2008 al 2013 il ruolo di direttore è stato ricoperto da Steve Della Casa, seguito nel 2014 da Carlo Freccero che ne ha seguito la direzione sino al 2015. Giuseppe Piccioni ha ricoperto il ruolo di direttore artistico della decima edizione del 2016, ultima stagione con la denominazione Roma Fiction Fest.
Il festival è stato riproposto nel 2025 con la direzione di Marco Spagnoli e l'Associazione produttori audiovisivi, con il supporto del Ministero della cultura, della Società Italiana degli Autori ed Editori e di Associazione Generale Italiana dello Spettacolo. La manifestazione si è svolta a Rimini e Riccione ed è stata intitolata Italian Global Series Festival.

## Edizioni
| Edizione | Anno | Data              | Sede della cerimonia                | Conduzione         | Conduzione         | Emittente televisiva | Emittente radiofonica |
| -------- | ---- | ----------------- | ----------------------------------- | ------------------ | ------------------ | -------------------- | --------------------- |
| 1ª       | 2007 | 7 luglio 2007     | Auditorium Conciliazione, Roma      | Fabrizio Frizzi    | Nancy Brilli       | Non presnete         | Non presnete          |
| 2ª       | 2008 | 12 luglio 2008    | Auditorium Conciliazione, Roma      | Fabrizio Frizzi    | Elena Sofia Ricci  | Non presnete         | Non presnete          |
| 3ª       | 2009 | 11 luglio 2009    | Auditorium Conciliazione, Roma      | Anna Valle         | Anna Valle         | Rai Premium          | Non presnete          |
| 4ª       | 2010 | 10 luglio 2010    | Auditorium Conciliazione, Roma      | Veronica Pivetti   | Veronica Pivetti   | Rai Premium          | Non presnete          |
| 5ª       | 2011 | 30 settembre 2011 | Auditorium Parco della Musica, Roma | Vanessa Incontrada | Vanessa Incontrada | Rai Premium          | Non presnete          |
| 6ª       | 2012 | 5 ottobre 2012    | Auditorium Parco della Musica, Roma | Miriam Leone       | Miriam Leone       | Rai Premium          | Non presnete          |
| 7ª       | 2013 | 3 ottobre 2013    | Auditorium Parco della Musica, Roma | Tiberio Timperi    | Serena Autieri     | Rai Premium          | Non presnete          |
| 8ª       | 2014 | 19 settembre 2014 | Auditorium Parco della Musica, Roma | Luca Argentero     | Luca Argentero     | Rai Premium          | Non presnete          |
| 9ª       | 2015 | 15 novembre 2015  | Teatro Adriano, Roma                | Simona Tabasco     | Simona Tabasco     | Rai 4                | Non presnete          |
| 10ª      | 2016 | 11 dicembre 2016  | The Space Cinema Moderno, Roma      | Matilda De Angelis | Matilda De Angelis | Rai 4                | Non presnete          |
| 11ª      | 2025 | 28 giugno 2025    | Palazzo dei Congressi, Riccione     | Laura Barth        | Laura Barth        | Rai 2                | Rai Radio 2           |

## Categorie
All'edizione 2025 il festival prevede la suddivisione in due sezioni principali: il "Concorso Internazionale", a cui partecipano produzioni estere, suddiviso nelle sottosezioni Drama, Comedy, Limited Series a cui sono decretati per ciascuna sottosezione i premi al miglior titolo, miglior attore protagonista, migliore attrice protagonista, miglior creatore/regista e una menzione speciale della giuria. La seconda sezione principale, denominata "Fiction Italiana", prevede la consegna del Premio Maximo a una rosa di candidati nelle categorie Drama, Comedy, Limited Series e TV Movies nelle relative sottosezioni .

### Sezione Concorso Internazionale
- Drama (dal 2025)
- Comedy (dal 2025)
- Limited Series (dal 2025)

### Sezione Fiction Italiana
- Miglior serie Drama (dal 2025)
- Miglior serie Comedy (dal 2025)
- Miglior Mini-serie (dal 2025)
- Miglior Film TV (dal 2025)
- Miglior regia Drama (dal 2025)
- Miglior regia Comedy (dal 2025)
- Miglior regia Mini-serie (dal 2025)
- Miglior regia Film TV (dal 2025)
- Miglior sceneggiatura Drama (dal 2025)
- Miglior sceneggiatura Comedy (dal 2025)
- Miglior sceneggiatura Mini-serie (dal 2025)
- Miglior sceneggiatura Film TV (dal 2025)
- Miglior attrice protagonista Drama (dal 2025)
- Miglior attrice protagonista Comedy (dal 2025)
- Miglior attrice protagonista Mini-serie (dal 2025)
- Miglior attrice protagonista Film TV (dal 2025)
- Miglior attore protagonista Drama (dal 2025)
- Miglior attore protagonista Comedy (dal 2025)
- Miglior attore protagonista Mini-serie (dal 2025)
- Miglior attore protagonista Film TV (dal 2025)

### Premi speciali
Nel corso della manifestazione viene inoltre assegnato l'Excellence Award, premio speciale in riconoscimento «alla professionalità e passione che caratterizzano da sempre il lavoro di attori, sceneggiatori, executive producer, registi» italiani e internazionali. La manifestazione prevede inoltre l'assegnazione di premi e riconoscimenti speciali in collaborazione con associazioni esterne, tra cui il Sindacato nazionale giornalisti cinematografici italiani.

## Prima edizione (2007)

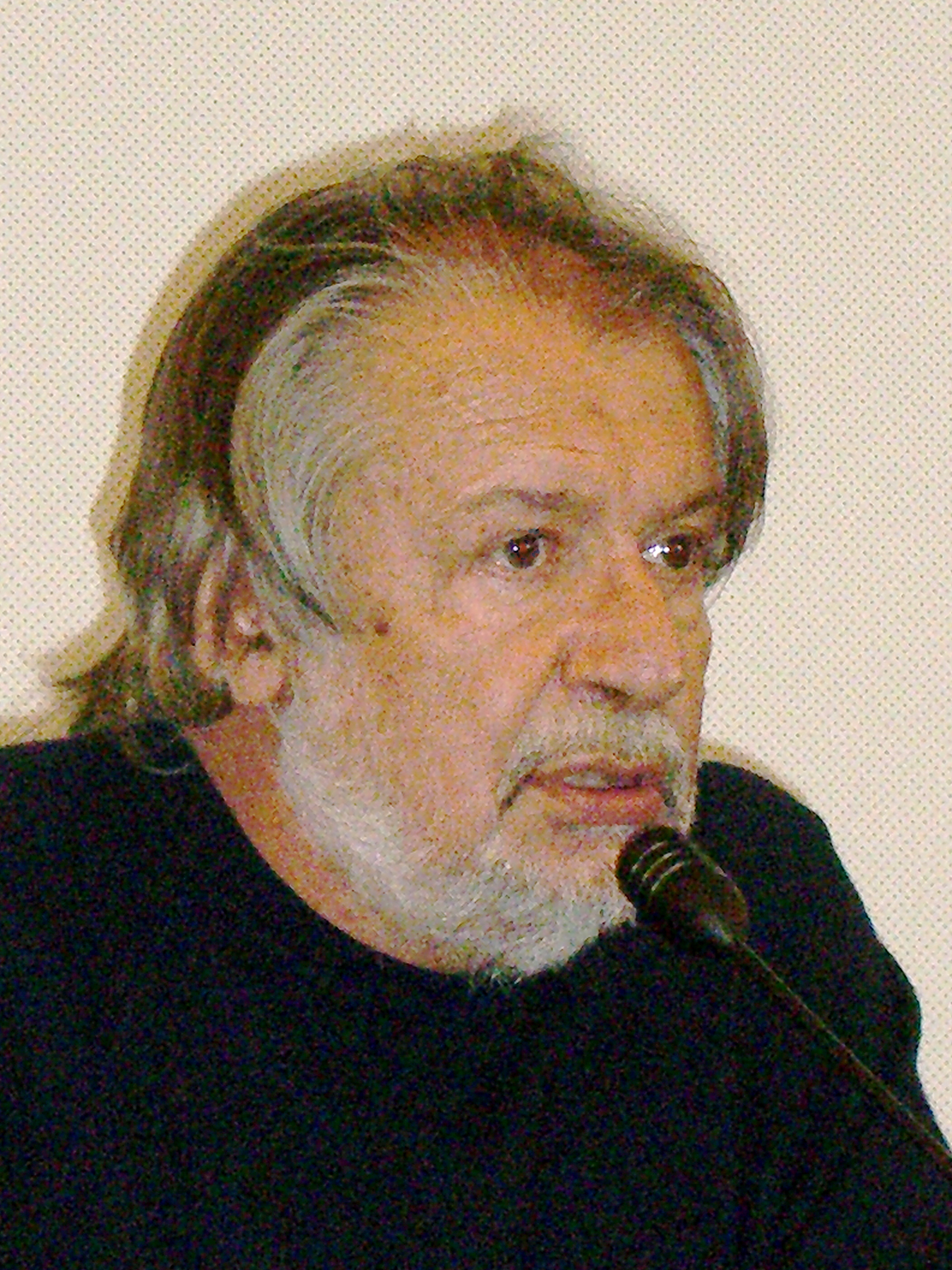
Felice Laudadio, direttore artistico della prima edizione

La prima edizione del festival si è tenuta da 2 al 7 luglio 2007.

### Concorso internazionale
I tre presidenti delle giurie di seguito elencate (Assumtata Serna, Josée Dayan, Alexander Siddig) hanno assegnato il premio Maximo Diamond (trasversalmente alle tre categorie di concorso) a:
- Miglior prodotto in assoluto: Perfect Parents di Joe Ahearne - produttori: Nicole Cauvernier/Granadamedia per ITV, Gran Bretagna.

Le giurie internazionali della sezione "TV movie", presieduta da Assumtata Serna, della sezione "miniserie", presieduta da Josée Dayan, e della sezione "lunga serie", presieduta da Alexander Siddig, hanno assegnato i seguenti premi:
- Miglior prodotto per la sezione "TV movie": Perfect Parents di Joe Ahearne (Gran Bretagna)
- Miglior regista per la sezione "TV movie": Sergey Bobrov per Posledny Zaboy (Russia)
- Migliore attore protagonista per la sezione "TV movie": Cristopher Eccleston per Perfect Parents di Joe Ahearne
- Migliore attrice protagonista per la sezione "TV movie": Anne Caillon per L'etrangère - Collection McDonald di José Pinheiro (Francia)
- Premio speciale in memoriam per la sezione "TV movie": Jean-Claude Brialy per Monsieur Max di Gabriel Aghion
- Miglior prodotto per la sezione "miniserie": Giuseppe Moscati - L'amore che guarisce di Giacomo Campiotti
- Miglior regista per la sezione "miniserie": Marco Risi per L'ultimo padrino
- Migliore attore protagonista per la sezione "miniserie": Pierfrancesco Favino per Liberi di giocare di Francesco Micciché
- Migliore attrice protagonista per la sezione "miniserie": Helen Mirren per Prime Suspect: The Final Act di Philip Martin
- Miglior prodotto per la sezione "lunga serie": Little Mosque on the Prairie diretto da Michael Kennedy
- Miglior regista per la sezione "lunga serie": Mohamad-Reza Honarmand per Zir-E Tigh (Iran)
- Migliore attore protagonista per la sezione "lunga serie": Parviz Parastoei per Zir-E Tigh
- Migliore attrice protagonista per la sezione "lunga serie": Elda Alvigini per I Cesaroni - seconda stagione di Francesco Vicario (Italia)

Le giurie degli sceneggiatori aderenti alla SACT/100 autori della sezione "TV movie", della sezione "miniserie" e della sezione "lunga serie" hanno assegnato i seguenti premi:
- Migliore sceneggiatura per la sezione "TV movie": Joe Ahearne per Perfect Parents
- Migliore sceneggiatura per la sezione "miniserie": Frank Deasy per Prime Suspect: The Final Act di Philippe Martin
- Migliore sceneggiatura per la sezione "lunga serie": Rebecca Schechter, Alan Rae, Jackie May, Susan Flanders-Alexander, Dar Redican, Zarqa Nawaz per Little Mosque on the Prairie, diretto da Michael Kennedy (Canada)

### Concorso Fiction Italiana Edita
Una giuria internazionale composta dai critici FIPRESCI ha assegnato i seguenti premi:
- Miglior prodotto televisivo: Maria Montessori - Una vita per i bambini di Gianluca Maria Tavarelli
- Miglior regista: Michele Soavi per Nassiryia - Per non dimenticare
- Migliore sceneggiatura per "TV movie": Gianmario Pagano e Monica Zapelli per Maria Montessori - Una vita per i bambini
- Migliore attore protagonista: Rolando Ravello per Crimini - Terapia d'urto di Monica Stambrini e per Il Pirata - Marco Pantani di Claudio Bonivento
- Migliore attrice protagonista: Paola Cortellesi per Maria Montessori - Una vita per i bambini

### Altri premi
La giuria del premio Best Imaging 2007, presieduta da Sergio Salvati ha assegnato i seguenti premi:
- Premio Best Imaging 2007: Medicina generale di Renato de Maria e Luca Ribuoli
- Premi alla carriera: Ettore Bernabei, Jaqueline Bisset, Andrea Camilleri, Michele Placido, Margarethe von Trotta

## Seconda edizione (2008)

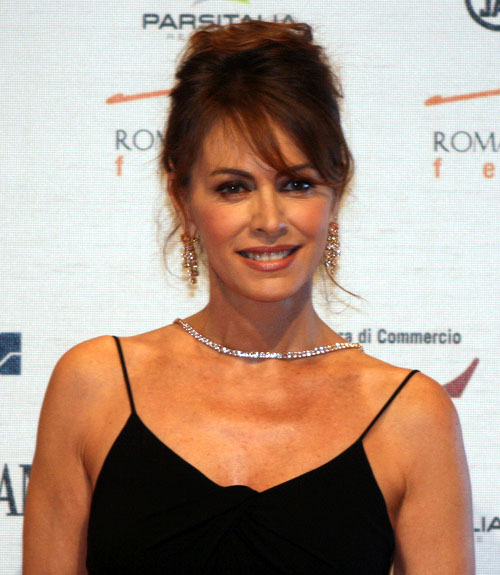
Elena Sofia Ricci, madrina della seconda edizione

La seconda edizione del festival si è tenuta dal 7 al 12 luglio 2008.

### Concorso internazionale
I tre presidenti delle giurie di seguito elencate (Itzak Rubin, Nandana Sen, Claudio De Pasqualis) hanno assegnato il premio Maximo Diamond (trasversalmente alle tre categorie di concorso):
- Miglior prodotto in assoluto: 10 Days to War - produttori: Bruce Goodison e David Belton
- Menzione speciale: Boris - seconda stagione

Le giurie internazionali della sezione "TV movie", presieduta da Itzak Rubin, della sezione "miniserie", presieduta da Nandana Sen, e della sezione "lunga serie", presieduta da Claudio De Pasqualis, hanno assegnato i seguenti premi:	
- Miglior prodotto per la sezione "TV movie": 10 Days to War
- Miglior regista per la sezione "TV movie": Sandra Goldbacher per Ballet Shoes
- Migliore attore protagonista per la sezione "TV movie": Jean-Pierre Darroussin per Le Septième Juré
- Migliore attrice protagonista per la sezione "TV movie": Lucrezia Lante della Rovere per Ovunque tu sia
- Miglior prodotto per la sezione "miniserie": Hong Gil-Dong, The Hero
- Migliore produttore e broadcaster per la sezione "miniserie": Korean Broadcasting System
- Miglior regista per la sezione "miniserie": Cathy Verney per Hard
- Migliore attore protagonista per la sezione "miniserie": Francesco Falchetto per Sonetàula
- Migliore attrice protagonista per la sezione "miniserie": Betty Sun per Iron Road
- Menzione speciale per la migliore attrice per la sezione "miniserie": Natacha Lindinger per Hard
- Miglior prodotto per la sezione "lunga serie": Boris - seconda stagione
- Miglior regista per la sezione "lunga serie": Omar Madha per Spooks
- Migliore attore protagonista per la sezione "lunga serie": Michael C. Hall per Dexter
- Migliore attrice protagonista per la sezione "lunga serie": Julianna Margulies per Canterbury's Law
- Menzione speciale per la sceneggiatura per la sezione "lunga serie": Clara Sheller

La giuria della sezione "TV factual" presieduta da Godfrey Reggio ha assegnato i seguenti premi:
- Miglior documentario: Qadir, Enas afganos odysseas di Anneta Papathanassiou
- Menzione speciale: M.D.M.A. di Omid Bonakdar e Keivan Alimohammady

### Altri premi
- Miglior pitching in assoluto: The Commandments
- Migliore lunga serie pitch: The Clap Trap
- Migliore miniserie pitch: The Commandments
- Miglior TV movie pitch: Song for Carlos
- Menzioni speciali: The Second Act, Peace in Our Time, The Swordfish Hunter
- Premio Giuria Scuola per New Talent Italiano della lunga serie italiana inedita: Xhilda Lapardhaja per L'ispettore Coliandro - seconda stagione
- Premio speciale: Giuseppe Fiorello
- Premio alla carriera: Lino Banfi, Helen Mirren, Sandra Mondaini, Raimondo Vianello

## Terza edizione (2009)

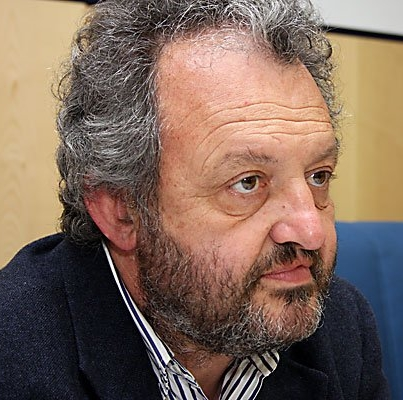
Steve Della Casa, direttore artistico del festival dal 2008

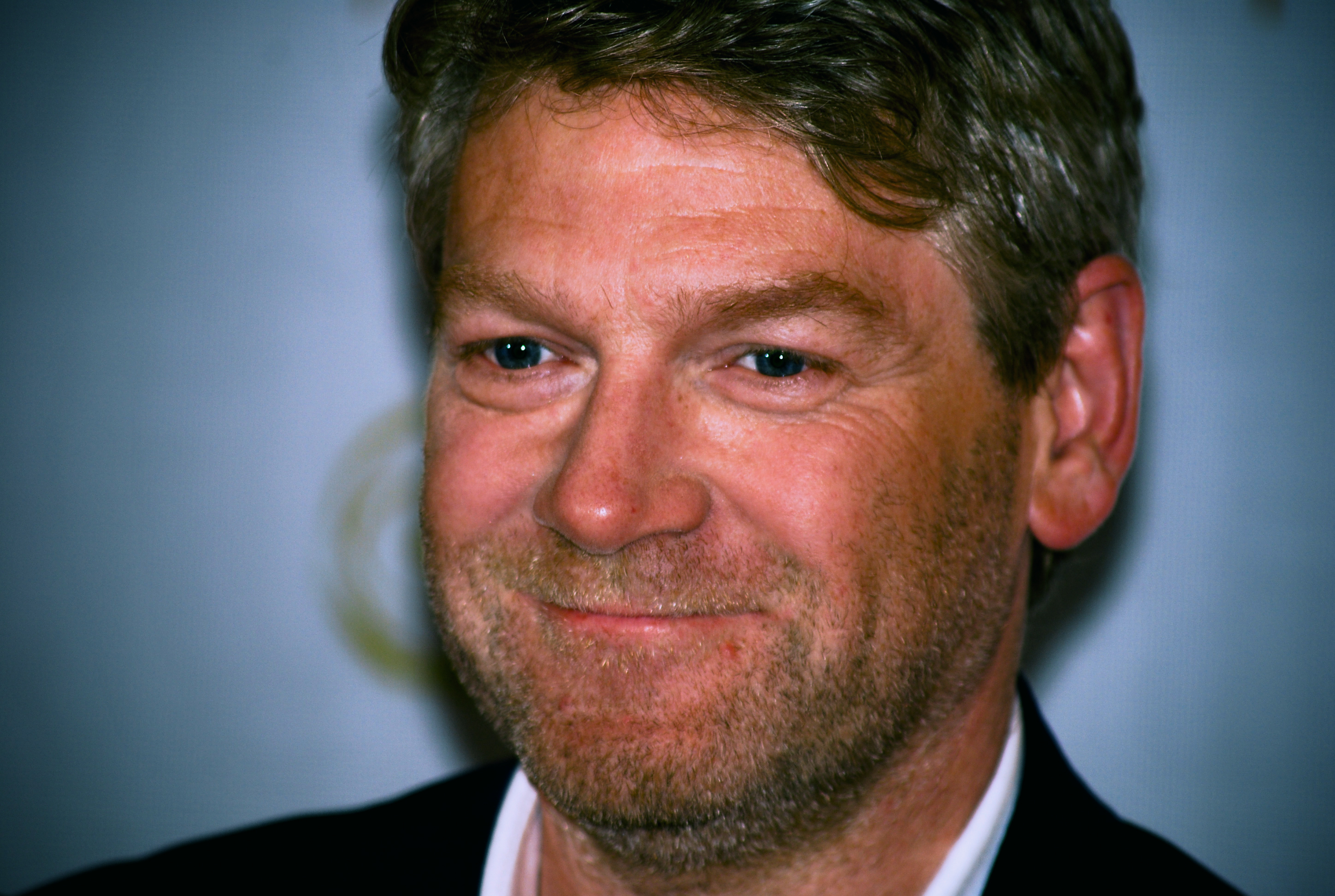
Kenneth Branagh, premio alla carriera della terza edizione

La terza edizione del festival si è tenuta dal 6 all'11 luglio 2009.

### Concorso internazionale
I tre presidenti delle giurie di seguito elencate (Italo Moscati, Elena Stancanelli, Hill Harper) hanno assegnato il premio Maximo Award (trasversalmente alle tre categorie di concorso):
- Miglior prodotto in assoluto: Burn Up (Regno Unito, 2008) - produttori: Christopher Hall/Kudos Film e Tv ltd/Seven 24 Films
- Miglior attore non protagonista: Marc Warren per Burn Up
- Miglior attrice non protagonista: Natalia Rybicka per Londyńczycy
- Migliore regia: Heinrich Breloer per Buddenbrooks
- Migliore musica: Hans Peter Ströe per Buddenbrooks

Le giurie internazionali della sezione "TV movie", presieduta da Italo Moscati, della sezione "miniserie", presieduta da Elena Stancanelli, e della sezione "lunga serie", presieduta da Hill Harper hanno assegnato i seguenti premi:	
- Miglior prodotto televisivo per la sezione "TV movie": Buddenbrooks (Germania/Austria/Francia, 2008)
- Miglior attore protagonista per la sezione "TV movie": Mark Waschke per Buddenbrooks
- Miglior attrice protagonista per la sezione "TV movie": Isabelle Adjani per La journée de la jupe (Francia, 2008)
- Menzione speciale per la sezione "TV movie": C.C.Д. (Russia, 2008)
- Miglior prodotto televisivo per la sezione "miniserie": Burn Up (Regno Unito, 2008)
- Miglior attore protagonista per la sezione "miniserie": David Fox per Across the River to Motor City
- Miglior attrice protagonista per la sezione "miniserie": Wunmi Mosaku per Moses Jones
- Miglior prodotto televisivo per la sezione "lunga serie": Londyńczycy (Polonia, 2008)
- Miglior attore protagonista per la sezione "lunga serie": David Threlfall per Shameless - sesta stagione
- Miglior attrice protagonista per la sezione "lunga serie": Klariza Clayton per Skins - terza stagione
- Premio speciale per la sezione "lunga serie": Non pensarci - La serie (Italia, 2009)

Le giurie degli sceneggiatori aderenti alla SACT/100 autori della sezione "TV movie", della sezione "miniserie" e della sezione "lunga serie" hanno assegnato i seguenti premi:
- Miglior sceneggiatura in assoluto: Jean-Paul Lilienfeld per La journée de la jupe
- Miglior sceneggiatura per la sezione "TV movie": Jean-Paul Lilienfeld per La journée de la jupe (Francia, 2008)
- Menzione speciale per la sezione "TV movie": Holger Karsten Schmidt per Jenseits der Mauer (Germania, 2009)
- Miglior sceneggiatura per la sezione "miniserie": Joe Penhall per Moses Jones (Regno Unito, 2008)
- Menzione speciale per la sezione "miniserie": Robert Wertheimer, Danis McGrath, Jocelyn Cornforth per Across the River to Motor City (Canada, 2008)
- Miglior sceneggiatura per la sezione "lunga serie": Paul Abbott per Shameless - sesta stagione (Regno Unito, 2008)

La giuria della sezione "TV factual" presieduta da Wilma Labate ha assegnato i seguenti premi:
- Migliore prodotto per la sezione "TV factual": Trzech kumpli (Polonia, 2008)
- Menzione speciale per la sezione "TV factual": Steal This Film - seconda parte

### Concorso Fiction Italiana Edita
Una giuria presieduta Enrica Bonaccorti ha assegnato i seguenti premi:
- Miglior regia: Alex Infascelli e Francesco Patierno per Donne assassine
- Migliore sceneggiatura: Fabrizio Bettelli e Alberto Simone per In nome del figlio
- Migliore musica: Germano Mazzocchetti per Carabinieri - settima stagione
- Migliore attore protagonista per la categoria "TV movie": Massimo Ghini per Dottor Clown
- Migliore attrice protagonista per la categoria "TV movie": Angela Finocchiaro per Due mamme di troppo
- Migliore attore protagonista per la categoria "miniserie": Pierfrancesco Favino per Pane e libertà
- Migliore attrice protagonista per la categoria "miniserie": Maya Sansa per Einstein
- Migliore attore protagonista per la categoria "lunga serie": Vinicio Marchioni per Romanzo criminale - La serie
- Migliore attrice protagonista per la categoria "lunga serie": Sandra Ceccarelli per Donne assassine
- Migliore attore non protagonista: Primo Reggiani per Raccontami - seconda stagione
- Migliore attrice non protagonista: Sonia Bergamasco per Tutti pazzi per amore

### TV Sorrisi e Canzoni
La giuria TV Sorrisi e Canzoni, composta da lettori del settimanale, ha assegnato i seguenti premi:
- Miglior attore: Gabriel Garko
- Migliore attrice: Alessandra Mastronardi
- Migliore fiction: I Cesaroni
- Migliore soap opera: Un posto al sole
- Migliore sitcom: Belli dentro

### Altri premi
- Miglior documentario edito: Steno, genio gentile di Maite Carpio.
- Premio alla carriera: Kenneth Branagh, Virna Lisi, Jan Mojto
- Premio speciale: Carlton Cuse, Damon Lindelof
- Premio speciale alla coppia: Ezio Greggio, Enzo Iacchetti
- Premio per il miglior pitch in assoluto: Broken Hearts (Paesaggi Italiani, Italia, 2009)
- Premio Best Imaging 2009: Nebbie e delitti - cinematografia di Stefano Ricciotti, Non pensarci - La serie - cinematografia di Gianenrico Bianchie.

## Quarta edizione (2010)

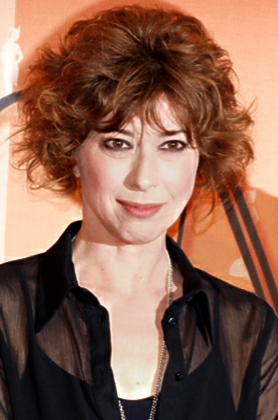
Veronica Pivetti, madrina della quarta edizione

La quarta edizione del festival si è tenuta dal 5 al 10 luglio 2010.

### Concorso internazionale
La giuria presieduta da A.J. Buckley ha assegnato i seguenti premi:
- Miglior prodotto televisivo per la sezione "TV drama": Klass: Elu pärast (Estonia, 2009)
- Migliore attore protagonista per la sezione "TV drama": Margus Prangel per Klass: Elu pärast (Estonia, 2009)
- Migliore attrice protagonista per la sezione "TV drama": Claire Danes per Temple Grandin - Una donna straordinaria (Stati Uniti, 2010)
- Miglior prodotto televisivo per la sezione "TV comedy": Les Invincibles (Francia, 2009)
- Migliore attore protagonista per la sezione "TV comedy": Jason Priestley per Call Me Fitz (Canada, 2010)
- Migliore attrice protagonista per la sezione "TV comedy": Angela Finocchiaro e Lunetta Savino per Due mamme di troppo (Italia, 2009-2010)
- Miglior prodotto televisivo per la sezione "TV factual": A Slum Symphony (Italia, 2010) di Cristiano Barbarossa
- Migliore regia di un "TV drama", "TV comedy" o "TV factual": Jacek Filipiak per Naznaczony (Polonia, 2009)
- Migliori musiche di un "TV drama", "TV comedy" o "TV factual": Lukasz Targosz per Naznaczony (Polonia, 2009)

La giuria degli sceneggiatori aderenti alla SACT/100autori presieduta da Anna Pavignano ha assegnato i seguenti premi:
- Miglior sceneggiatura di un "TV drama" o "TV comedy": Claudia Karvan, Jacquelin Perske, Ian Meadows per Spirited (Australia, 2009-2010)
- Menzione speciale: Mimmo Rafele e Silvia Napolitano per Zodiaco 2

### Concorso Fiction Italiana Edita
La giuria del concorso Fiction Italiana Edita presieduta da Paola Tonella ha assegnato i seguenti premi:
- Miglior prodotto per la categoria "miniserie": C'era una volta la città dei matti...
- Miglior prodotto per la categoria "lunga serie": Crimini - Little Dream
- Miglior regia di una "miniserie" o "lunga serie": Antonello Grimaldi per Il mostro di Firenze
- Miglior sceneggiatura di una "miniserie" o "lunga serie": Giancarlo De Cataldo, Monica Zapellim Luciano Manuzzi per Gli ultimi del paradiso
- Miglior musica di una "miniserie" o "lunga serie": Stefano Reali per Lo scandalo della Banca Romana
- miglior documentario/docu-fiction: Operazione Offside

La giuria L.A.R.A. presieduta da Marina Diberti ha assegnato i seguenti premi L.A.R.A.:
- Miglior interprete maschile: Fabrizio Gifuni per C'era una volta la città dei matti...
- Migliore interprete femminile: Marina Rocco per Tutti pazzi per amore - seconda stagione

### TV Sorrisi e Canzoni
La giuria TV Sorrisi e Canzoni, composta da lettori del settimanale, ha assegnato i seguenti premi:
- Migliore attore per la categoria "TV movie": Emilio Solfrizzi  per Mi ricordo Anna Frank
- Migliore attrice per la categoria "TV movie": Vanessa Incontrada per Un paradiso per due
- Migliore attore per la categoria "miniserie": Alessandro Preziosi per Sant'Agostino
- Migliore attrice per la categoria "miniserie": Vittoria Puccini per Tutta la verità
- Migliore attore per la categoria "lunga serie": Gabriel Garko per L'onore e il rispetto - seconda stagione
- Migliore attrice per la categoria "lunga serie": Virna Lisi  per Caterina e le sue figlie - terza stagione

### Altri premi
- Premio all'eccellenza artistica: Andy García, Marg Helgenberger
- Premio speciale per l'impegno produttivo: Claudia Mori
- Premio per il miglior pitch: società italiana Fourlab Srl per la sitcom The Eves - Life Without Adam, scritta da Claudio E. Roe e presentata dal produttore Simone Morandi

## Quinta edizione (2011)
La quinta edizione del festival si è tenuta dal 25 al 30 settembre 2011.

### Concorso Fiction Italiana Edita
Una giuria presieduta da Remo Girone, ha assegnato i seguenti premi:
- Miglior regia: Riccardo Milani per Atelier Fontana
- Migliore Lunga Serie: Romanzo criminale 2
- Migliore Miniserie: Le cose che restano
- Migliore TV movie: Edda Ciano e il comunista
- Migliore attore protagonista per la categoria lunga serie: Vinicio Marchioni per Romanzo criminale 2
- Miglior attrice protagonista per la categoria lunga serie: Irene Ferri per La Nuova Squadra - Spaccanapoli
- Migliore attore protagonista per la categoria "miniserie": Ennio Fantastichini per Le cose che restano
- Migliore attrice protagonista per la categoria "miniserie": Anna Bonaiuto per Atelier Fontana
- Migliore attore protagonista per la categoria "Tv movie": Antonio Catania per Agata e Ulisse
- Migliore attrice protagonista per la categoria "Tv movie": Stefania Rocca per Edda Ciano e il comunista

Una giuria di sceneggiatori indicati da SACT e dall'Associazione 100Autori presieduta da Angelo Pasquini, ha assegnato i seguenti riconoscimenti:
- Premio Francesco Scardamaglia alla miglior sceneggiatura alla serie Romanzo criminale 2
- Menzione speciale a Edda Ciano e il comunista

Premio L.A.R.A. 
- Migliore attore Premio L.A.R.A. RomaFictionFest 2011 a Marco Cocci
- Migliore attrice Premio L.A.R.A. RomaFictionFest 2011 a Federica De Cola

Premio del pubblico TV Sorrisi e Canzoni: Gabriel Garko e Manuela Arcuri

## Sesta edizione (2012)
Si è tenuta dal 30 settembre al 5 ottobre 2012.

### Concorso Fiction Italiana Edita
Una giuria presieduta da Pupi Avati e formata da Laura Delli Colli , Alessio Vlad e Grazia Volpi ha assegnato i seguenti premi:
- Miglior regia a Enzo Monteleone per la miniserie Walter Chiari - Fino all'ultima risata
- Migliore Lunga Serie: Una grande famiglia
- Migliore Miniserie: Il sogno del maratoneta
- Migliore TV movie: Paolo Borsellino - I 57 giorni
- Migliore attore protagonista per la categoria "lunga serie": Michele Riondino per Il giovane Montalbano
- Miglior attrice protagonista per la categoria "lunga serie": Vanessa Incontrada per I cerchi nell'acqua
- Migliore attore protagonista per la categoria "miniserie": Elio Germano per Faccia d'angelo
- Migliore attrice protagonista per la categoria "miniserie": Valeria Solarino per la miniserie Anita Garibaldi
- Migliore attore protagonista per la categoria "Tv movie": Silvio Orlando per la fiction Il delitto di Via Poma
- Migliore attrice protagonista per la categoria "Tv movie": Stefania Rocca per Mai per amore - La fuga di Teresa

Una giuria di sceneggiatori indicati da SACT e dall'Associazione 100Autori presieduta da Angelo Pasquini, ha assegnato i seguenti riconoscimenti:
- Premio Francesco Scardamaglia alla miglior sceneggiatura alla miniserie Walter Chiari - Fino all'ultima risata
  - Menzione speciale alla miglior sceneggiatura alla miniserie Tiberio Mitri - Il campione e la miss
  - Menzione speciale per la categoria "lunga serie" alla serie Il tredicesimo apostolo
  - Menzione speciale per la categoria "miniserie" alla miniserie La vita che corre
  - Menzione speciale per la categoria "Tv movie" alla miniserie Mai per amore (tutta la collection di Tv movie)

Premio L.A.R.A. 
- Migliore attore Premio L.A.R.A. RomaFictionFest 2012 ad Alessio Boni per la miniserie Walter Chiari - Fino all'ultima risata
- Migliore attrice Premio L.A.R.A. RomaFictionFest 2012 a Giulia Bevilacqua per la serie Nero Wolfe per la fiction Il delitto di Via Poma e la miniserie Dov'è mia figlia?
- Premio del pubblico TV Sorrisi e Canzoni - Miglior attore: Alessandro Preziosi per la serie Un amore e una vendetta
- Premio del pubblico TV Sorrisi e Canzoni - Miglior attrice: Vittoria Puccini per la miniserie Violetta
- Premio Excellence Award a Stefania Sandrelli

## Settima edizione (2013)
Si è tenuta dal 28 settembre al 3 ottobre 2013.

### Concorso Fiction Italiana Edita
Una giuria presieduta da Gabriella Campennì Bixio e formata da Piera Detassis, Enrico Lucherini, Barbara Palombelli e Gregorio Paolini, ha assegnato i seguenti premi:
- Miglior regia per la categoria "Tv drama": Alessandro Angelini e Alexis Sweet per la serie Il clan dei camorristi
- Miglior regia per la categoria "Tv comedy": Lucio Pellegrini per la serie Benvenuti a tavola - Nord vs Sud - Seconda stagione
- Migliore prodotto per la categoria "Tv drama" alla serie Il commissario Montalbano Una lama di luce
- Migliore prodotto per la categoria "Tv comedy" alla serie Questo nostro amore
- Migliore attore per la categoria "Tv drama": Sergio Castellitto per la serie In Treatment
- Miglior attrice per la categoria "Tv drama": Giuliana De Sio per la serie L'onore e il rispetto 3
- Migliore attore per la categoria "Tv comedy": Giorgio Tirabassi per la serie Benvenuti a tavola - Nord vs Sud - Seconda stagione
- Migliore attrice per la categoria "Tv comedy": Elena Sofia Ricci per la serie Che Dio ci aiuti 2

Una giuria di sceneggiatori indicati da SACT e dall'Associazione 100Autori presieduta da Marianna Cappi e composta da Ottavia Micol Madeddu, Fabrizia Midulla e Domenico Matteucci ha assegnato i seguenti riconoscimenti:
- Premio Francesco Scardamaglia alla miglior sceneggiatura a Sandro Petraglia e Stefano Rulli per la miniserie Volare - La grande storia di Domenico Modugno
  - Menzione speciale alla serie Il commissario Nardone
- Premio miglior interpretazione di serie web a Emanuel Caserio per Roles
- Menzioni speciali
  - a Elisabetta Marchetti per la serie Un medico in famiglia 8
  - alla serie L'onore e il rispetto 3
  - ad Angelo Russo per la serie Il commissario Montalbano
  - a Milena Vukotic per la serie Un medico in famiglia 8
- Premio L.A.R.A.

La giuria presieduta da Roberto Almagià e composta da Roberta Bartolini, Marina Diberti, Leonardo Diberti, Simone Oppi, Victoria Pistoia e Andrea Quattrini ha assegnato il seguente premio:
- Migliore interpretazione a Elena Sofia Ricci per la serie Che Dio ci aiuti 2
- Premio del pubblico TV Sorrisi e Canzoni - Miglior attore: Gabriel Garko per la serie L'onore e il rispetto 3
- Premio del pubblico TV Sorrisi e Canzoni - Miglior attrice: Manuela Arcuri per la serie Pupetta - Il coraggio e la passione
- Premio Excellence Award a Giuliano Montaldo
- Premio Think Pink Award al Roma Fiction Fest